# Kalkhütte (Kronach)
Kalkhütte ist eine Wüstung auf dem Gemeindegebiet der Kreisstadt Kronach im Landkreis Kronach (Oberfranken, Bayern).

## Geographie
Die Einöde befand sich auf einer Höhe von 312 m ü. NHN am rechten Ufer der Kronach. Der Kreutzweg (heute Kreutzbergstraße) führte nach Kronach (0,8 km westlich) bzw. nach Fallmeisterei (0,3 km östlich).

## Geschichte
Kalkhütte bestand in der ersten Hälfte des 19. Jahrhunderts auf dem Gemeindegebiet von Kronach. 1861 hatte Kalkhütte 4 Einwohner. In einer topographischen Karte von 1943 wurde der Ort letztmals verzeichnet.

## Religion
Der Ort war katholisch und nach St. Johannes der Täufer (Kronach) gepfarrt.